# Magnolia Bakery

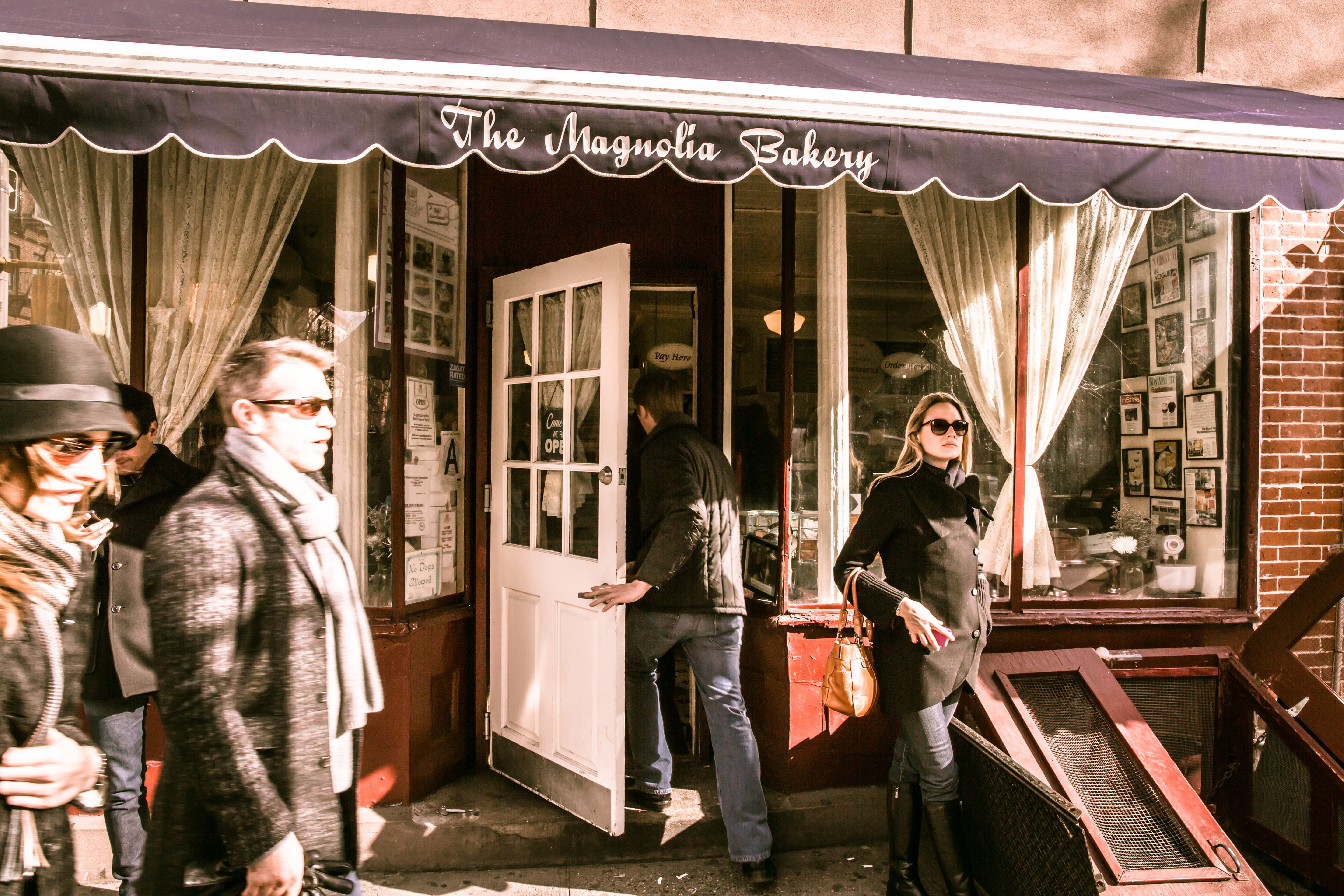
The Magnolia Bakery, 401 Bleecker Street, West Village, New York – die erste Filiale der Kette (Bild von 2013)

Magnolia Bakery ist eine Kette von Bäckereien, die ursprünglich in New York City gegründet wurde. Die erste Filiale eröffnete 1996 unter der Adresse 401 Bleecker Street im populären West Village. Die Bäckerei ist vor allem für ihre Cupcakes bekannt und gilt als einer der Ursprungsorte für den Cupcake-Trend, der seinen Anfang in den späten 1990er Jahren nahm. Zu den Spezialitäten der Bäckerei, die sich der Südstaatenküche verpflichtet sieht, zählen aber auch Red Velvet Cakes. Der Magnolia Bakery wird zugeschrieben, an der wieder zunehmenden Popularität dieser Kuchenart beteiligt zu sein, die typischerweise eine hell- bis dunkelrote oder rotbraune Farbe hat, die aufgrund einer chemischen Reaktion von Kakao mit Buttermilch entsteht.

## Unternehmensgeschichte
Jennifer Appel und Allysa Torey gründeten die Magnolia Bakery im Juli 1996. Sie begannen im Herbst 1996, aufwändig mit Buttercreme-Hauben verzierte Cupcakes zu verkaufen, wenn bei der Herstellung von Geburtstagskuchen Teigmasse übrig blieb. Die kleinen Kuchen erwiesen sich als sehr populär bei den Kunden. Die Bäckerei fand in der Presse Erwähnung, einige Bordmagazine von Fluglinien bezeichneten sie als New Yorker „In“-Lokalität. 1999 berichtete die New York Times in einem kurzen Artikel über die zunehmende Popularität von Cupcakes und nannte dabei auch mehrere New Yorker Bäckereien, die diese mittlerweile im Sortiment hatten. Die Magnolia Bakery unterschied sich von den anderen Bäckereien unter anderem dadurch, dass sie unter ihren Kunden auch Meinungsmacher aus der Medienwelt hatte. Das brachte der Bäckerei bereits 1998 einen Vertrag mit dem Verlag Simon & Schuster ein. Im Herbst 1999 kam das The Magnolia Bakery Cookbook auf den Markt.
Trotz des Erfolgs verließ Mitgründerin Jennifer Appel das Unternehmen, weil sie sich mit Allysa Torey nicht über die weitere Expansion des Ladens einigen konnte. Appel eröffnete an einer anderen Stelle in Manhattan den Buttercup Bake Shop. 2006 verkaufte Allysa Torey die Bäckerei an Steve Abrams, der seitdem das Unternehmen leitet.

## Magnolia Bakery und der Cupcake-Trend

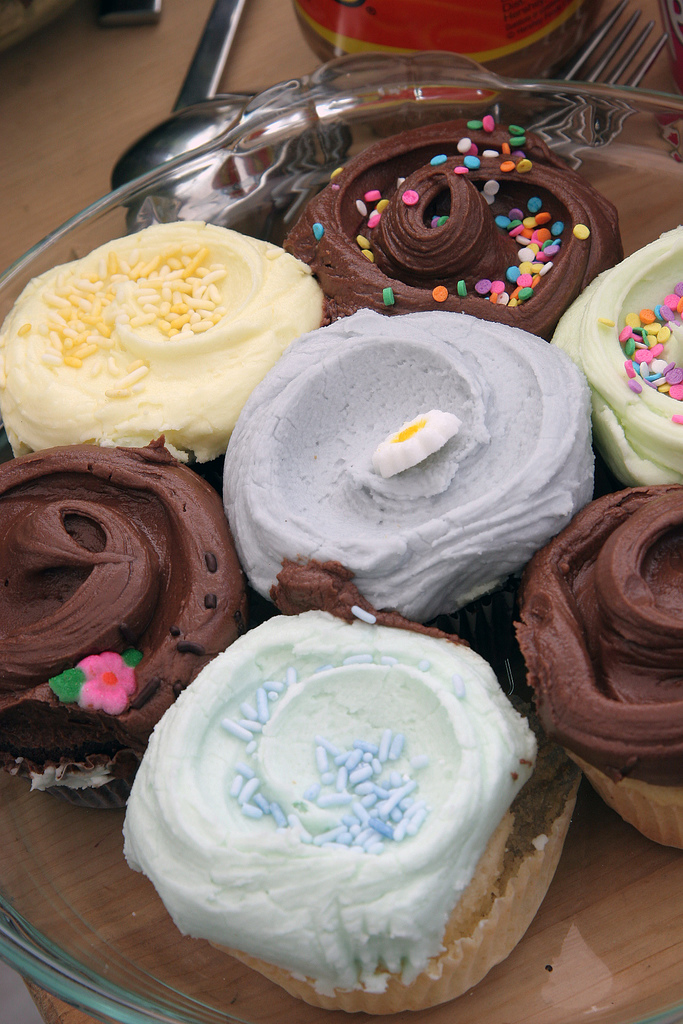
Cupcakes der Magnolia Bakery

Am 9. Juli 2000 wurde die Episode Hindernislauf (Originaltitel der Episode: No Ifs, Ands, or Butts) der Serie Sex and the City erstmals im US-amerikanischen Fernsehen ausgestrahlt. Darin gibt es eine kurze Szene der beiden Schauspielerinnen Sarah Jessica Parker und Cynthia Nixon in ihrer Rolle als Miranda und Carrie, die sie auf einer Bank vor der Magnolia Bakery zeigt. Die Figur Carrie verzehrt einen Cupcake, während sie mit Miranda ihre aktuellen Beziehungsprobleme diskutiert. Die gesamte Szene hat eine Dauer von lediglich 20 Sekunden, gilt aber als ursächlich dafür, dass sich die Vorliebe für Cupcakes zu einem US-weiten Trend entwickelte. David Sax nennt dies in seiner Analyse des Entstehens und Endens von Nahrungstrends "verblüffend", denn andere Trends, die ihre Popularität dieser Serie verdankten, darunter der Cocktail Cosmopolitan, Schuhe des Designers Manolo Blahnik und eine bestimmte Form von Vibratoren, seien entweder ein immer wiederkehrendes Thema oder wesentliches Element einer einzelnen Episode. Als einer der möglichen Gründe gelten die Stadttouren, die Fans zu Handlungsorten der Serie führten und dabei auch die Magnolia Bakery einschlossen. Cupcakes, ein eigentlich unspektakuläres Gebäck, das über lange Zeit vorwiegend für Kindergeburtstage gebacken wurde, erlangte durch die Verwendung in der Serie Sex and the City einen hippen, sexy Nimbus. In einem Interview mit David Sax wies Jennifer Appel darauf hin, dass sich auch in ihrem neugegründeten Laden nach Ausstrahlung der Episode die Kundschaft auffallend verändert habe: Der häufigste Kundentyp waren jetzt junge, auffallend schlanke Frauen.
Im Manhattaner Stadtteil West Village leben viele Menschen, die für Medienfirmen arbeiten. Dies hatte zur Folge, dass in und vor der Magnolia Bakery weitere Sendungen und Filme gedreht wurden. So spielte im Dezember 2005 eine Folge der Comedy-Sendung Saturday Night Live vor der Bäckerei und zeigte auch einen der dort hergestellten Cupcakes. Im Film Couchgeflüster – Die erste therapeutische Liebeskomödie wirft einer der Charaktere mit einem Kuchen der Magnolia Bakery nach seiner Ex-Freundin. Im Film Der Teufel trägt Prada erwähnt die von Anne Hathaway gespielte Figur kurz, dass sie für ihren Freund etwas aus der Bäckerei holen wolle. In der Sitcom Chaos City bringt die von Charlie Sheen gespielte Figur unter anderem Cupcakes der Magnolia Bakery mit.
In Folge der zunehmenden Popularität von Cupcakes griffen Fernsehsender das Thema auf und schufen Kochsendungen, die sich ausschließlich dieser Gebäckart widmeten. Bäcker der Magnolia Bakery waren vereinzelt Juroren bei dem Backwettbewerb Cupcake Wars, der seit Ende 2009 vom Fernsehsender Food Network ausgestrahlt wird.

## Filialen
Magnolia Bakery hat Filialen in verschiedenen Orten der USA und expandierte auch in andere Länder. Filialen finden sich unter anderem in Chicago und Los Angeles. Die erste Filiale im Ausland wurde 2010 in Dubai eröffnet. Insgesamt hat die Magnolia Bakery elf Niederlassungen im Ausland. So befinden sich Filialen in Beirut, Dubai, Kuwait-Stadt, Doha, Abu Dhabi, Istanbul, Moskau, Tokio und Mexiko-Stadt.